# 미라이 그르비치
미라이 그르비치(보스니아어: Miraj Grbić, 1976년 7월 17일 ~ )는 보스니아 출신 배우이다. 영화 《미션 임파서블: 고스트 프로토콜》(2011)에서 보그단 역으로 출연했다.

## 출연 작품
- 바디 컴플리트 (2012)
- 리틀 핸즈 (2011)
- 미션 임파서블 : 고스트 프로토콜 (2011)
- 애즈 이프 아이 엠 낫 데어 (2009)
- 헌팅 파티 (2007)
- 이츠 하드 투 비 나이스 (2007)